# 삼정이정청
삼정이정청(三政釐整廳)은 (1862년) 조선 철종 재위 시절에 설치한 임시 개혁 기관이다. 삼정이정청은 고위관료가 관리했다

## 개요
조선후기 순조, 헌종, 철종 3대에 걸친 60여 년간의 세도 정치로 인해 국가 재정을 이끌던 세금인 전정(田政), 군정(軍政), 환곡(還穀)을 통틀어 부르는 삼정이 문란해졌다. 이에 따라 국가 재정 및 백성들의 삶이 어려워지면서 (1811년) 홍경래의 난, (1862년) 임술민란(진주 민란) 등이 발생하였다.
철종은 박규수의 건의를 받아들여 봉기를 진정시키기 위해 삼정의 폐단을 없애는 개혁 기관으로 삼정이정청을 설치했다.

## 설치 후
삼정이정청을 설치한 이후 조정 안팎에서 다양한 개혁 방안이 제시되었다. 가장 문제가 많은 환곡 운영을 개선하자는 주장에서부터 "조세 행정 전체를 뜯어고치자.", 더 나아가 "조세 제도 개혁만으로는 안 된다. 토지 개혁을 실시하여 농민이 고루 잘살게 해 주어야 한다."라는 주장까지 나왔다.
하지만 결론은 "환곡을 토지세로 바꾼다."였다. 이는 가장 온건한 방안이었다. 그러나 이마저도 지주들의 반대에 부딪혀, 시행된 지 불과 70일 만에 없었던 것으로 되고 말았다.
그 후 삼정의 문란은 계속되었고 이에 분노한 백성들이 더 많은 민란을 일으켰다.

## 같이 보기
- 삼정